# ثيودور كريستيانسون (سياسي)
ثيودور كريستيانسون هو محامي وسياسي أمريكي، ولد في 12 سبتمبر 1883 في مقاطعة لاك كوي بارلي في الولايات المتحدة، وتوفي في 9 ديسمبر 1948 في داوسون في الولايات المتحدة. نشط حزبياً في الحزب الجمهوري. وقد انتخب حاكم مينيسوتا ‏ (6 يناير 1925 – 6 يناير 1931) وانتخب عضو مجلس نواب مينيسوتا ‏ وانتخب عضو مجلس النواب الأمريكي ‏.